# 周堪
周 堪（しゅう かん、生没年不詳）は、前漢の人。字は少卿。斉郡の人。儒者で、漢の元帝の重臣となった。

## 略歴
大儒の夏侯勝に『書経』を学び、訳官令となり、石渠閣での議論に参加した。その後太子少傅に任命され、後の元帝の学問の師となった（『漢書』儒林伝）。
黄龍元年（紀元前49年）、宣帝の臨終に際し、外戚の史高・太子太傅蕭望之およびと周堪が共に禁中に呼び出され、史高は大司馬車騎将軍、蕭望之は前将軍光禄勲、周堪は光禄大夫に任命され、領尚書事とされて元帝の補佐を命じられた。蕭望之と周堪は元帝に尊重され、古の道を引いて元帝を指導し、劉更生（劉向）らを任用した。しかし宣帝の時代からの権臣である中書宦官の弘恭・石顕、および外戚の史高と対立することとなり、初元2年（紀元前47年）に蕭望之は失脚して自殺し、周堪は罷免された（『漢書』蕭望之伝）。
初元3年（紀元前46年）、蕭望之を死なせたことを悔やんだ元帝は周堪を光禄勲に抜擢し、さらに周堪の弟子である張猛を光禄大夫給事中に任命し、二人を信任した。弘恭・石顕は二人を憚り、讒言して周堪を河東太守、張猛を槐里県令への左遷に追い込んだ（『漢書』劉向伝）。
永光4年（紀元前40年）、元帝は再度周堪らを徴用し、周堪を領尚書事、張猛を給事中としたが、周堪は病気になって話すことができなくなり、張猛は石顕の誣告を受けて自殺に追い込まれた（『漢書』五行志上）。
建昭2年（紀元前37年）、『易経』の大家の京房が新たな官僚の評価法を上奏した際、光禄大夫となっていた周堪は当初反対していたが後に賛成に回った（『漢書』京房伝）。